# Кастеллан, Бонифас де
Маркиз Эспри Виктор Элизабет Бонифас де Кастеллан (фр. Esprit Victor Elisabeth Boniface de Castellane; 21 марта 1788, Париж — 16 сентября 1862, Лион) — французский военный и государственный деятель, маршал Франции (2 декабря 1852).

## Биография
Сын маркиза Бонифаса-Луи-Андре де Кастеллана и Аделаиды-Луизы-Гийонны де Роган-Шабо.
2 декабря 1804 поступил солдатом в 5-й полк лёгкой пехоты и быстро продвигался по службе. С самого начала карьеры обратил на себя внимание непоседливостью и эксцентричностью манер, «которая со временем сделалась знаменитой и почти легендарной». Младший лейтенант в 24-м драгунском полку (24.02.1806), служил в Италии, в декабре 1807 перешёл в Пиренейский обсервационный корпус в качестве адъютанта его командующего генерала Мутона. В январе 1808 армия перешла испанскую границу, Кастеллан отличился в боях при Рио-Секко и Бургосе и был офицером для поручений при Наполеоне в период его пребывания в Испании.
Император покинул Испанию 23 января 1809 и главный штаб вскоре присоединился к нему в Германии. Лейтенант Кастеллан участвовал в битвах при Абенсберге, Экмюле, Регенсбурге, Эсслинге, Ваграме и прочих боях кампании 1809 года, и повсюду сумел отметиться, а за Ваграм был награждён. Затем выполнял дипломатические поручения, в частности, известил королей Вестфалии и Голландии о заключении мира. После миссии в Байройте Наполеон назвал его храбрым юношей, сделал рыцарем Империи и пожаловал 2 тысячи франков.
Капитан (18.02.1810) и рыцарь Почётного легиона, первую часть кампании 1812 года провёл в качестве адъютанта графа Лобау. 3 октября 1812 в Москве был назначен шефом батальона и адъютантом графа Нарбона. Участвовал в битвах при Витебске, Смоленске, Бородине, Красном и Березине.
21 июня 1813 стал полковником 1-го полка почётной гвардии, участвовал в кампаниях 1813—1814 годов. Поддержал Реставрацию; 27 сентября 1815 ему было дано поручение сформировать подразделение Нижнерейнских гусар (5-й полк). Получил орден Святого Людовика и ранг офицера Почётного легиона; в 1822 году был назначен командиром гусар королевской гвардии.
Участвовал в испанском походе, 24 января 1824 был произведён в кампмаршалы. В 1825 году командовал кавалерийской бригадой в Барселоне, затем возглавлял авангард Кадисской дивизии из четырёх полков и артиллерийской батареи и имел задачей оккупацию соседней части Андалусии с городами Эль-Пуэрто-де-Санта-Мария, Херес, Санлукар, Пуэрто-Реаль. В 1827 году был отозван из-за несогласия с репрессивной политикой Фердинанда VII в отношении конституционалистов.
Отказался от командования в Ньевре и в 1829—1830 годах проводил инспекции воинских частей. Будучи назначен членом генерального совета Алье, вскоре был уволен с военной службы, так как отдал свой голос за оппозиционного кандидата. Эта немилость расположила к генералу правительство короля Луи-Филиппа. В сентябре 1831 он получил командование в Верхней Соне и кавалерийскую бригаду. В 1832 году во главе 1-й пехотной бригады 2-й дивизии Северной армии участвовал в осаде Антверпена. Генерал-лейтенант (30.01.1833), в том же году стал командующим Восточно-Пиренейской действующей дивизии, наблюдавшей движения испанской армии. В октябре 1835 также получил командование 21-й дивизией.
3 октября 1837 унаследовал от отца место в Палате пэров. В её составе принимал участие в обсуждении законопроекта о парижских фортификациях, призыве 80 тысяч человек в 1841 году, кадровой организации морского генерального штаба, упразднении детского труда на мануфактурах, поддерживая правительственную точку зрения.
В декабре 1837 отправился в Алжир, где по приказу маршала Вале осуществил развёртывание частей в Боне. Вскоре покинул Африку, недовольный установленными там порядками, и 18 марта 1838 вернулся к командованию в Перпиньяне. Восточно-Пиренейская дивизия «выставляла тогда в большинстве своём прекрасные части и храбрых офицеров, которые отличились в боях в Африке». Оттуда вышли такие известные военачальники, как генералы Шангарнье и Форе, и маршал Канробер.
В период командования в Восточных Пиренеях Кастеллан активно занимался Пор-Вандром, который хотел превратить в военный порт по образцу Тулона, и добился от правительства выделения для этой цели значительных средств. Как член Палаты пэров, он каждый год ездил в столицу, где поддерживал связи с влиятельными людьми при дворе. Благодаря этому получил 10 000 франков на ремонт Перпиньянского собора и значительно более крупную субвенцию для создания термального курорта в Амели-ле-Бен.
Гостеприимством Кастеллана неоднократно пользовались влиятельные испанцы, покидавшие страну из-за гражданской войны. Так 20 ноября 1834 генерал принимал за своим столом графиню де Теба с дочерьми Марией Франсиской и Евгенией.
В сентябре 1839 Перпиньян посетил герцог Орлеанский с супругой. Наследный принц остался доволен выправкой войск и продемонстрированными ему манёврами. В феврале 1844 королева Мария Кристина возвращаясь в Испанию, проезжала через Перпиньян по пути из Нарбона. Командующий с почётным эскортом проводил её до границы, эшелонировав войска вдоль всей дороги. Прибыв в Испанию, королева пожаловала Кастеллану Большой крест ордена Святого Фердинанда. Другим высокопоставленным визитёром чуть позже был Ибрагим-паша, отдыхавший на водах в Верне и несколько раз приезжавший в Перпиньян. Ему также показали военные учения и египтянин был впечатлён скоростью развёртывания артиллерийских расчётов и точностью действий кавалерии. Отправившись затем в Париж, Ибрагим-паша неожиданно наткнулся там на Кастеллана и, якобы, произнёс: «Везде я вижу этого генерала, разве что подниму глаза к небу».
В августе 1846 в Перпиньяне произошли крупные беспорядки: сторонники победившего на парламентских выборах Франсуа Араго вступили в конфликт с военными. Кастеллану при поддержке префекта Вайса удалось не допустить кровопролития.
В 1847 году в связи с семейными обстоятельствами сменил место службы и был назначен командующим 14-й дивизией со штаб-квартирой в Руане. 22 апреля того же года стал рыцарем Большого креста ордена Почётного легиона. 21 февраля 1848 получил республиканскую прокламацию и первоначально отказался признавать Временное правительство, эвакуировал казармы и закрепился с войсками на высотах Риуде в трёх километрах от города. Раздражённое его действиями рабочее население Руана начало возмущение и вечером 28-го генералу пришлось вернуться в город и опубликовать приказ о признании нового режима и подчинении дивизии распоряжениям военного министра. Вскоре министр Сюберви снял Кастеллана с должности, назначив вместо него генерала Ордене, а 17 апреля отправил в отставку. Возвращённый на службу 30 августа 1849 президентским декретом, Кастеллан 12 февраля 1850 получил под командование 12-ю дивизию (Бордо), а затем общее командование 14-й и 15-й дивизиями (Нант и Ренн) и их частями в 16 департаментах. На этих должностях показал себя активным сторонником Луи Наполеона Бонапарта, сопровождал принца-президента в Анже и 29 апреля 1850 был назначен в Лион, получив общее командование 5-й и 6-й дивизиями вместо генерала Жемо.
Поддержал переворот 2 декабря 1851 и через несколько дней был назначен генерал-аншефом Лионской армии. 26 января 1852 стал сенатором, а 2 декабря маршалом Франции.
В 1857 году от имени Наполеона III приветствовал русскую императрицу, прибывшую в Женеву.
В 1859 году, незадолго до начала Итальянской кампании пост генерал-аншефа в ходе реформирования структуры верховного командования был преобразован в должность командующего 4-м армейским корпусом.
Эспри Виктор Элизабет Бонифас де Кастеллан завещал похоронить себя в часовне близ города Лиона, в им самим приготовленной гробнице с надписью: «Здесь погребён солдат».
В тиши гарнизонной жизни он всегда держал подчинённых в полной строевой готовности. Кастеллан пользовался репутацией чудака-оригинала, и это давало повод к бесчисленным анекдотам. Войска он столь же мало щадил, как и самого себя. В обстановке мирного времени он любил производить военные учения тогда, когда менее всего можно было ожидать их; так, иногда в самый разгар какого-либо бала он приказывал бить тревогу и часто совершал дальние походные манёвры как днём, так и ночью.
«Причуды маршала Кастеллана, фантазии, иногда барочные, которыми было расцвечено его военное бытие, стали в казармах своего рода притчей во языцех. Часто вспоминали о причудливых переодеваниях, с помощью которых он любил проверять бдительность часовых, атаке и грабеже кондитерской нарочно набранной бандой мальчишек, подстрекаемых жестом или голосом, и прочее, и прочее».

## Семья

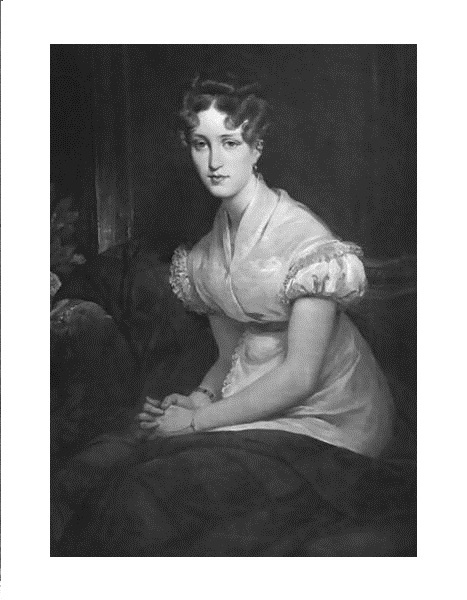
Луиза Корделия Эхарис Греффюль

Жена (22.06.1813): Луиза Корделия Эхарис Греффюль (1796—8.04.1847), дочь Луи (Лодевика) Греффюля, банкира-гугенота, и Жанны-Полины Рандон де Пюлли
Дети:
- Анри (1814—1847), виконт де Кастеллан-Новжан. Депутат Национальной ассамблеи. Жена (1839): Полина де Талейран[фр.] (1820—1890), дочь герцога Эдмона де Талейран-Перигора и Доротеи Курляндской
- Рут Шарлотта Софи (2.12.1818—25.12.1904). Муж 1) (27.06.1836): маркиз Эразм Анри де Контад (1814—1858); 2) (12.10.1859): Виктор де Боленкур де Марль (1820—1860), граф де Боленкур
- Рашель Элизабет Полина (1823—1895). Муж 1) (20.06.1844): Максимилиан фон Хацфельдт цу Трахенберг (1813—1859); 2) (4.04.1861): герцог Наполеон-Луи де Талейран-Перигор (1811—1898)
- Пьер-Шарль-Луи (1826—16.04.1883), граф де Кастеллан. Кавалерийский офицер, генеральный консул, офицер ордена Почётного легиона. Жена (1857): Хедвига Сапия де Росси